# Central Hawke’s Bay District
Der Central Hawke’s Bay District ist eine zur Region Hawke’s Bay gehörende Verwaltungseinheit in Neuseeland. Der Rat des Districts, Central Hawke’s Bay District Council (Distriktrat) genannt, hat seinen Sitz in der Stadt Waipawa, ebenso wie die Verwaltung des Distrikts.

## Geographie

### Geographische Lage
Der Distrikt stellt mit 3332 km² reiner Landfläche den kleinsten Distrikt in der Region Hawke’s Bay dar. Mit 12.717 im Jahr 2013 gezählten Einwohnern kommt der Distrikt auf eine Bevölkerungsdichte von 3,8 Einwohner pro km² und hat damit zusammen mit dem Wairoa District mit die geringste Bevölkerungsdichte der Region.
Der Central Hawke’s Bay District wird Süden vom Tararua District und im Westen zusammen vom Manawatu District und Rangitikei District begrenzt. Alle drei zählen zur Region Manawatu-Wanganui. Im Norden liegt der Hastings District und im Osten bildet der Pazifische Ozean die natürlich Grenze.
Der Distrikt ist größtenteils von einer Berglandschaft geprägt, die die Höhenmarke von 1000 m nicht überschreitet. Der westliche Teil steigt allerdings zu den Höhen der Ruahine Range an und kommt bis auf 1500 m Höhe. Als eine geographische Besonderheit wird immer wieder gerne der 305 m hohe Taumatawhakatangihangakoauauotamateaturipukakapikimaungahoronukupokaiwhenuakitanatahu genannt, der sich in der südöstlichen Region des Distriktes befindet und angeblich als geographischer Ort mit dem längsten Namen in der Welt gilt.

### Klima
Das Klima des Distrikts ist reich an Variationen. Der vorherrschende süd- bis südwestliche Wind sorgt zuweilen für Temperaturschwankungen. Die mittleren Tagestemperaturen liegen im Sommer zwischen 20 und 23 °C und im Winter zwischen 0 und 5 °C je nach Höhenlage. Auch die Sonnenscheindauer ist im gesamten Distrikt nicht einheitlich, von 2100 Stunden pro Jahr nimmt sie nach Westen hin bis auf unter 1800 Stunden ab. Die Niederschläge variieren zwischen 800 und 1100 mm pro Jahr. Lediglich der Westen zu Ruahine Range hin erreicht Niederschläge jenseits der 2000 mm.

## Geschichte
Die erste Besiedlung der Region geschah durch die Stämme der Ngati Whatumamoa und Ngati Awa im nördlichen Bereich des Distrikts und die Aitanga a Whatonga im Süden. Die ersten europäischen Siedler kamen ab 1840. Der Ort Waipawa wurde 1860 gegründet. 1874 wurde die Eisenbahnstrecke von Napier nach Waipawa gebaut und zwei Jahre später fertig gestellt. Der Ort Waipukurau erlebte seinen Aufschwung erst ab Mitte des 20. Jahrhunderts.

## Bevölkerung

### Bevölkerungsentwicklung
Von den 12.717 Einwohnern des Distrikts waren 2013 2706 Einwohner Māori-stämmig (21,3 %). Damit lebten 0,5 % der Māori-Bevölkerung des Landes im Central Hawke’s Bay District. Das durchschnittliche Einkommen in der Bevölkerung lag 2013 bei 26.800 NZ$ gegenüber 28.500 NZ$ im Landesdurchschnitt.

### Herkunft und Sprachen
Die Frage nach der Zugehörigkeit einer ethnischen Gruppe beantworteten in der Volkszählung 2013 84,1 % mit Europäer zu sein, 22,7 % gaben an, Māori-Wurzeln zu haben, 2,3 % kamen von den Inseln des pazifischen Raums und 1,4 % stammten aus Asien (Mehrfachnennungen waren möglich). 10,4 % der Bevölkerung gab an in Übersee geboren zu sein und 5,4 % der Bevölkerung sprachen Māori, bei den Māori 21,9 %.

## Politik

### Verwaltung
Der Central Hawke’s Bay District ist seinerseits noch einmal in zwei Wards eingeteilt, dem Aramoana/Ruahine Ward und dem Ruataniwha Ward mit jeweils vier Councillors (Ratsmitgliedern). Zusammen mit dem Mayor (Bürgermeister) bilden sie den District Council (Distriktsrat). Der Bürgermeister und die acht Ratsmitglieder werden alle drei Jahre neu gewählt.

## Wirtschaft
Neben der Landwirtschaft hat der Gartenbau und der Weinbau mit den Sorten Pinot Noir und Riesling eine besondere Bedeutung im Distrikt.

## Infrastruktur

### Verkehr
Zwei kleinere Höhenzüge flankieren den New Zealand State Highway 2, der den Distrikt in südwestlicher Richtung durchquert und durch die beiden größten Kleinstädte, Waipukurau und Waipawa führt. Parallel zu dem Highway verläuft westlich der State Highway 50, der in der Nähe von Takapau auf den State Highway 2 stößt.